# Claude-François Ferey
Pour les articles homonymes, voir Ferey.
Claude François Ferey, baron de Rosengath, né le 20 novembre 1771 à Auvet en Haute-Saône et mort le 24 juillet 1812 à Olmedo en Espagne, des suites des blessures reçues à la bataille des Arapiles, est un général français.

## Biographie

### Du simple soldat au général de brigade
Claude-François Ferey naquit le 20 novembre 1771 à Auvet, en Franche-Comté. Le 21 mars 1788, il entra comme soldat dans les chasseurs à cheval du Gévaudan. Il fut promu brigadier le 25 mars 1791 et passa avec son grade, le 21 décembre suivant, dans la Garde constitutionnelle du Roi Louis XVI.
Après la dissolution de ce corps en mai 1792, Ferey fut nommé le 9 juillet sous-lieutenant au régiment du Roi et fut élu le 12 du même mois adjudant-major au 9e bataillon des volontaires de la Haute-Saône, avec lequel il fit à l'armée du Rhin la campagne de cette année. Il se trouva dans Mayence lorsque, le 22 avril 1793, les Prussiens formèrent le blocus de cette place. Blessé pendant ce siège d'un coup de feu au genou gauche, il fut nommé le 1er juillet capitaine de grenadiers du bataillon des chasseurs francs de la forteresse de Mayence, que l'on dirigea sur la Vendée aussitôt après la capitulation qui eut lieu le 23. Le 4 août 1793, choisi pour aide de camp par le général Marigny, il n'en remplit les fonctions que durant peu de jours.
À la suite d'un combat entre Tiffauges et Clisson pendant lequel, remplaçant les deux commandants de son bataillon mortellement blessés, il soutint la retraite de l'armée, les généraux Canclaux et Kléber lui décernèrent le 1er septembre le grade de chef de bataillon. Il fit les campagnes de l'an II à l'an V aux armées de l'Ouest et des côtes de l'Océan, et celle de l'an VI à l'armée de Sambre-et-Meuse. Le 23 germinal, il se distingua au passage du Rhin, à Neuwied ainsi qu'au combat devant Wiesbaden. À cette dernière affaire, il fit mettre bas les armes au bataillon des chasseurs du Loup et à 300 Croates.
Employé l'année suivante à l'armée d'Angleterre en l'an VIII et en l'an IX et celle d'Italie, il se signala de nouveau à la bataille de Montebello, et quelques jours après, devant Alexandrie. Envoyé en l'an X à l'armée du Portugal, il fut nommé le 11 fructidor général de brigade (29 août 1803) et attaché en l'an XI à la 2e division d'infanterie au camp de Saint-Omer. En l'an XII il devint membre et commandeur de la Légion d'honneur les 19 frimaire et 25 prairial.

### Sous l'Empire
Il fit partie du 4e corps de la Grande Armée en l'an XIV et prit part aux campagnes d'Allemagne et de Pologne en commandant la 3e brigade de la 2e division de ce IVe corps.
En octobre 1808, il fut envoyé en Espagne où il commanda pendant quelques jours la province de León avant de prendre le commandement de la 2e brigade de la division Mermet le 16 janvier 1809. Un jour auparavant, il était créé baron de Rosengath et de l'Empire. Il passa à la division du général Loison en janvier 1810 et prit part à la troisième invasion française du Portugal. 
Promu le 3 octobre 1810 au grade de général de division, il prit le commandement de la 3e division du VIe corps en remplacement du général Loison le 23 mars 1811. Il participa au combat de Foz de Arouce et à la bataille de Fuentes de Oñoro les 15 mars et 5 mai 1811. Il fut nommé au commandement de la 6e division de l'armée du Portugal en avril 1811 avant de prendre la tête de la 3e division de cette même armée au mois de juin. 
Le 22 juillet 1812, les troupes françaises du maréchal Marmont affrontèrent l'armée anglo-portugaise du vicomte Wellington à la bataille des Arapiles. Ferey commandait alors la 3e division de l'armée du Portugal forte de 5 689 hommes. Cette division se composait du 47e de ligne à trois bataillons ainsi que du 31e léger et des 26e et 70e de ligne à deux bataillons chacun. Au début de l'engagement, Marmont essaya de contourner le flanc droit de Wellington en dirigeant les divisions de son aile gauche vers l'ouest. La ligne française devint cependant trop étendue et Wellington profita de cette occasion pour attaquer. Les divisions françaises de Thomières et de Maucune furent mises hors de combat en quelques minutes tandis que celle de Brenier fut enfoncée par une charge de la cavalerie lourde britannique. Marmont avait été blessé entre-temps et avait remis le commandement au général Bonet qui, lui-même blessé, le transmit à son tour au général Clauzel. En dépit du désastre initial, les divisions de Clauzel et de Bonet repoussèrent la 4e division anglo-portugaise de Cole. Clauzel envoya alors la division Sarrut soutenir son aile gauche affaiblie et tenta d'exploiter son succès au centre. Bien que prometteuse, la contre-attaque française fut mise en échec par l'intervention de la 5e division alliée qui obligea les assaillants à battre en retraite. 
À ce moment crucial, la division Ferey entra en scène. S'étant vu ordonner par Clauzel de couvrir la retraite de l'armée, Ferey déploya sept bataillons sur trois rangs de profondeur et un bataillon en carré sur chaque flanc, le tout sur une seule ligne. Un peu en arrière de son dispositif se trouvait le bois de Pelagarcia. La 6e division anglo-portugaise de Clinton qui s'était engagée prématurément contre Ferey fut accueillie par un feu roulant qui lui occasionna des pertes sévères. L'affrontement dégénéra alors en un duel de mousqueterie qui se prolongea pendant plusieurs dizaines de minutes. La division Ferey, correctement disposée, résista avec détermination mais fut contrainte de se replier jusqu'au bois. Clinton engagea sa brigade portugaise de seconde ligne mais celle-ci fut incapable de se maintenir sous le feu et dut rétrograder. Les unités françaises étaient toutefois soumises au tir meurtrier des canons adverses et, très vite, leur situation se détériora : Clinton relança ses troupes britanniques en avant et le flanc gauche de la division Ferey finit par craquer sous la pression des Anglo-Portugais de Leith. Les débris de la division française se replièrent tout en combattant à travers les bois et parvinrent à rejoindre la division Foy. Le général Ferey fut mortellement blessé par un boulet au cours de l'action. Les pertes de sa division s'élevèrent à environ 1 100 hommes mais la résistance de ses troupes retarda efficacement l'avance de l'armée alliée. L'historien britannique Charles Oman écrit à ce sujet : « [Ferey], qui avait été chargé de cette tâche peu enviable [celle de couvrir la retraite de l'armée], s'acquitta de son devoir avec un courage magnifique, et, grâce à sa contenance, donna le temps au gros de la masse confuse qui se trouvait derrière lui de prendre la fuite ».

## Hommages

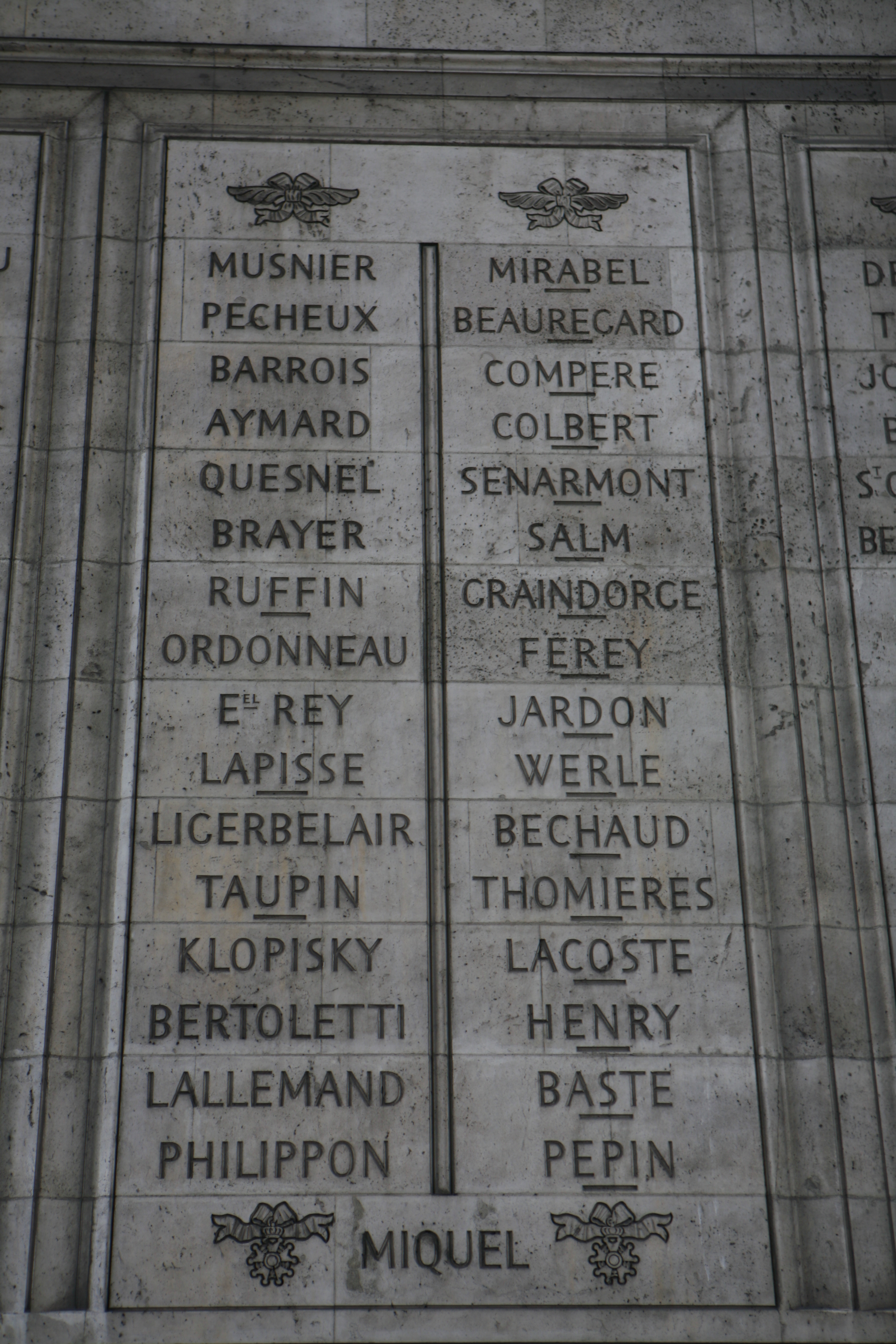
Noms gravés sous l'arc de triomphe de l'Étoile : pilier Ouest, 37e et.

Son nom est inscrit sur le côté Ouest de l'arc de triomphe de l'Étoile.